# Eyre (jezero)
Eyre ili Kati Thanda kako za zovu Aboridžini, je veliko slano jezero na jugu Australije u državi Južna Australija.

## Zemljopisne karakteristike
Jezero Eyre nalazi se na u sredini države Južne Australije, njegova ukupna površina iznosi 9 300 km².Jezero Eyre je najveća depresija u Australiji jer leži 15 m ispod razine mora, u jugozapadnom kutu Velikog arteškog bazena, velike sušne zatvorene površine od oko 1 140 000 km² koju oplakuju samo povremeni vodotoci. Do Jezera Eyre prvi je dospio 1840. -Edward John Eyre, po njemu je kasnije i dobilo ime. Veličina jezera je izmjerena prvi put 1870.
Jezero Eyre se zapravo sastoji od dva dijela; Sjevernog jezera, koje je 144 km dugo i 65 km široko i Južnog jezera (65 x 24 km) koje su povezani uskim kanalom Goyder.
Na zapadnoj strani jezera, pronađeni su dokazi koji ukazuju na to da je ta depresija nastala prije oko 30 000 godina, propadanjem tla, tako je blokiran izlaz vode na more. Ono malo voda što doteče do jezera, vrlo brzo ispari, pa se po površini jezera stvori tanka kora od soli.
Jezero Eyre je većinom suho, u potpunosti se ispuni nekoliko puta u 100 godina, ali se djelomično ispuni puno češće - za velikih monsunskih kiša u zapadnoj Australiji. 
Kad se potpunosti ispuni kao što je to bilo 1950., 1974. i 1984., treba proći dvije godine da potpuno presuši. Eyre leži u regiji s vrlo malim brojem padalina, u prosjeku to iznosi manje od 125 mm godišnje, tako da se puni rijekama svog velikog zatvorenog sliva, ali kako je to vruć kraj, većina vode ispari prije nego što stigne do jezera, osim za velikih monsunskih poplava.

## Obaranje brzinskog rekorda
Tanki iznimno ravni sloj nakupljene soli na južnom dijelu  Jezera Eyre debljine 46 cm, koristio je britanski izumitelj i avanturist Donald Campbell za rušenje svjetskog brzinskog rekorda svojim bolidom Bluebird II. 1964. kad je postigao brzinu od 644 km na sat.

## Vanjske poveznice
|  | Zajednički poslužitelj ima još gradiva o temi Eyre (jezero) |

- Eyre Lake na portalu Encyclopædia Britannica (engl.)